# Bệnh lý phẫu thuật

U ác tính của da. Hình ảnh này là như hình ảnh xuất hiện trên bệnh nhân.

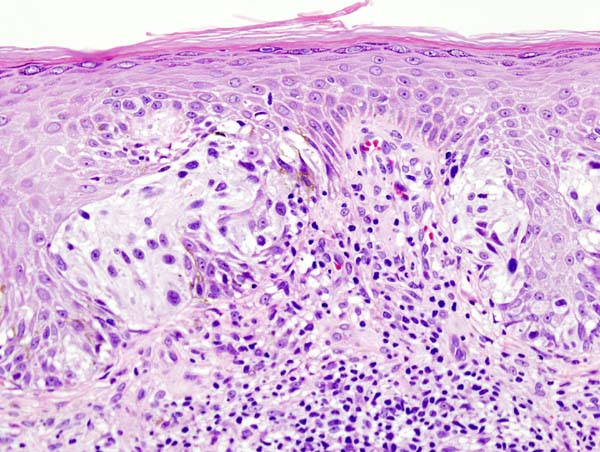
U ác tính của da. Đây là một phần mô, được nhuộm bằng hematoxylin & eosin và được xem trên một phiến kính hiển vi

Bệnh lý phẫu thuật là lĩnh vực thực hành có ý nghĩa và tốn thời gian nhất đối với hầu hết các nhà giải phẫu bệnh. Bệnh lý phẫu thuật bao gồm kiểm tra tổng thể và kính hiển vi các mẫu phẫu thuật, cũng như sinh thiết được gửi bởi các bác sĩ phẫu thuật và bác sĩ không phẫu thuật như bác sĩ nội khoa nói chung, bác sĩ phụ khoa y khoa, bác sĩ da liễu và bác sĩ X quang can thiệp.
Việc thực hành giải phẫu bệnh lý cho phép chẩn đoán xác định bệnh (hoặc thiếu nó) trong mọi trường hợp mô được phẫu thuật cắt bỏ khỏi bệnh nhân. Điều này thường được thực hiện bằng cách kết hợp kiểm tra tổng thể (tức là vĩ mô) và mô học (tức là kính hiển vi) của mô, và có thể liên quan đến việc đánh giá các đặc tính phân tử của mô bằng hóa mô miễn dịch hoặc xét nghiệm trong phòng thí nghiệm khác.

## Mẫu vật
Có hai loại mẫu chính được gửi để phân tích bệnh lý phẫu thuật: sinh thiết và phần cắt bỏ của phẫu thuật.
Sinh thiết là một mảnh mô nhỏ được lấy ra chủ yếu cho mục đích phân tích bệnh lý phẫu thuật, thường là để đưa ra chẩn đoán xác định. Các loại sinh thiết bao gồm sinh thiết lõi, thu được thông qua việc sử dụng kim có lỗ khoan lớn, đôi khi dưới sự hướng dẫn của các kỹ thuật X quang như siêu âm, CT scan hoặc chụp cộng hưởng từ. Sinh thiết lõi, bảo tồn kiến trúc mô, không nên nhầm lẫn với các mẫu hút kim mịn, được phân tích bằng kỹ thuật tế bào học. Sinh thiết vết mổ có được thông qua các thủ tục phẫu thuật chẩn đoán loại bỏ một phần của tổn thương đáng ngờ, trong khi sinh thiết cắt bỏ loại bỏ toàn bộ tổn thương và tương tự như phẫu thuật điều trị . Sinh thiết cắt bỏ các tổn thương da và polyp đường tiêu hóa là rất phổ biến. Sự giải thích của sinh vật học về sinh thiết là rất quan trọng để xác định chẩn đoán khối u lành tính hay ác tính, và có thể phân biệt giữa các loại và loại ung thư khác nhau, cũng như xác định hoạt động của các con đường phân tử cụ thể trong khối u. Thông tin này rất quan trọng để ước tính tiên lượng của bệnh nhân và lựa chọn phương pháp điều trị tốt nhất để quản lý. Sinh thiết cũng được sử dụng để chẩn đoán các bệnh khác ngoài ung thư, bao gồm các bệnh viêm, nhiễm trùng hoặc vô căn của da và đường tiêu hóa, chỉ gọi tên một số ít.
Mẫu phẫu thuật cắt bỏ có được bằng cách phẫu thuật cắt bỏ toàn bộ khu vực hoặc cơ quan bị bệnh (và đôi khi nhiều cơ quan). Các thủ tục này thường được dự định là điều trị phẫu thuật dứt điểm một bệnh trong đó chẩn đoán đã được biết hoặc nghi ngờ mạnh mẽ. Tuy nhiên, phân tích bệnh lý của những mẫu vật là cực kỳ quan trọng trong việc khẳng định chẩn đoán trước đó, dàn dựng trong phạm vi của bệnh ác tính, thiết lập hay không toàn bộ khu vực bị nhiễm bệnh đã được gỡ bỏ (một quá trình được gọi là "quyết tâm của lề phẫu thuật ", thường sử dụng phần đông lạnh), xác định sự hiện diện của các bệnh đồng thời không được xem xét và cung cấp thông tin cho điều trị sau phẫu thuật, chẳng hạn như hóa trị liệu bổ trợ trong trường hợp ung thư.
Trong việc xác định lề phẫu thuật của phẫu thuật cắt bỏ, người ta có thể sử dụng kỹ thuật ổ bánh mì, hoặc CCPDMA. Một loại đặc biệt của CCPDMA được đặt theo tên của một bác sĩ phẫu thuật nói chung, hoặc phương pháp phẫu thuật Mohs.